# Ichneumon unicinctus
Ichneumon unicinctus är en stekelart som beskrevs av Gaspard Auguste Brullé 1846. Ichneumon unicinctus ingår i släktet Ichneumon och familjen brokparasitsteklar. Inga underarter finns listade i Catalogue of Life.